# Hapoel Ironi Kiryat Shmona F.C.
Hapoel Ironi Kiryat Shmona F.C. (hebraisk:  מועדון כדורגל הפועל עירוני קרית שמונה), skrives også Ironi Kiryat Shmona, er en israelsk fodboldklub, hjemmehørende i byen Kiryat Shmona. De spiller deres kampe på stadionet Ironi Stadium. De vandt i sæsonen 2011-12 deres første titel i Ligat ha'Al (Israels førstedivision i fodbold).

## Managere
- Beni Tabak (juli 2001 – maj 2002)
- Ran Ben Shimon (juli 2006 – april 2008)
- Eli Cohen (april 2008 – april 2009)
- Ran Ben Shimon (april 2009 – maj 2012)
- Gili Landau (may 2012 – Okt 2012)
- Barak Bakhar (Okt 2012)
- Ofer Mizrahi (Okt 2012–)

## Europæiske kampe
| Sæson   | Sammenhæng            | Runde         | Modstander      | Første kamp | Anden kamp | Samlet   |
| ------- | --------------------- | ------------- | --------------- | ----------- | ---------- | -------- |
| 2008–09 | UEFA Cup              | 1Q            | Mogren          | 1–1         | 3–0        | 4–1      |
| 2008–09 | UEFA Cup              | 2Q            | Litex Lovech    | 0–0         | 1–2        | 1–2      |
| 2012–13 | UEFA Champions League | 2Q            | Žilina          | 0–1         | 2–0        | 2–1      |
| 2012–13 | UEFA Champions League | 3Q            | Neftchi Baku    | 4–0         | 2–2        | 6–2      |
| 2012–13 | UEFA Champions League | PO            | BATE Borisov    | 0–2         | 1–1        | 1–3      |
| 2012–13 | UEFA Europa League    | Gruppespillet | Lyon            | 3–4         | 0–2        | 4. plads |
| 2012–13 | UEFA Europa League    | Gruppespillet | Athletic Bilbao | 1–1         | 0–2        | 4. plads |
| 2012–13 | UEFA Europa League    | Gruppespillet | Sparta Prague   | 1–3         | 1–1        | 4. plads |

1. ↑  Navnet er anført på engelsk og stammer fra Wikidata hvor navnet endnu ikke findes på dansk.